# キミノヒトミニコイシテル
「キミノヒトミニコイシテル」は、深田恭子の6枚目のシングル。ポニーキャニオンから2001年10月3日に発売。

## 概要
シングル表題曲はコーセー「Fashio」2001年CMソング。
プロデュースは小西康陽。リミックスでMansfieldこと池田正典と福富幸宏が参加している。
映画「Dolls」の劇中において深田演じるアイドルが歌唱しているシーン等で用いられている。但し一部歌詞は省略されている。
2023年8月に公開されたアニメ映画『しん次元! クレヨンしんちゃん THE MOVIE 超能力大決戦 〜とべとべ手巻き寿司〜』において、「キミノヒトミニコイシテル」が挿入歌として使用された。

## 収録曲
| #  | タイトル                                               | 作詞       | 作曲     | 編曲     | リミックス | 時間 |
| -- | ------------------------------------------------------ | ---------- | -------- | -------- | ---------- | ---- |
| 1. | 「キミノヒトミニコイシテル」                           | 小西康陽   | 小西康陽 | 小西康陽 |            | 3:53 |
| 2. | 「キミノヒトミニコイシテル (Yukihiro Fukutomi Remix)」 | 小西康陽   | 小西康陽 | 小西康陽 | 福富幸宏   | 5:43 |
| 3. | 「スイミング (Mansfield Mix)」                         | こなかりゆ | ハルユキ |          | 池田正典   | 4:52 |
| 4. | 「キミノヒトミニコイシテル (Inst.)」                   |            | 小西康陽 | 小西康陽 |            | 6:22 |